# Susan Tolsky
Susan Tolsky est une actrice américaine née le 6 avril 1943 à Houston, Texas (États-Unis) et morte le 9 octobre 2022 à Toluca Lake, un quartier de la ville de Los Angeles.

## Filmographie
- 1971 : Si tu crois fillette (Pretty Maids All in a Row) de Roger Vadim : Miss Harriet Craymire
- 1972 : The New Bill Cosby Show (série télévisée) : Regular (1972-1973)
- 1973 : Charley and the Angel : Miss Partridge
- 1978 : Record City (en) : Goldie
- 1979 : Le Vampire de ces dames (Love at First Bite) : Cindy's Modeling Agent
- 1980 : Rupture fatale (Once Upon a Family) (TV) : Gail Unger
- 1980 : Les Nanas jouent et gagnent (How to Beat the High Co$t of Living) : Patty
- 1981 : Max et le Diable (The Devil and Max Devlin) : Nerve's Mom
- 1981 : Les Schtroumpfs ("Smurfs") (série télévisée) : Additional Voices (unknown episodes)
- 1982 : Madame's Place (en) (série télévisée) : Bernadette
- 1986 : Les Bons tuyaux (The Longshot) : Dee
- 1990 : Super Baloo ("TaleSpin") (série télévisée) : Additional Voices (unknown episodes)
- 1996 : The Story of Santa Claus (TV) : Additional Voices (voix)
- 2005 : Le Monde de Maggie (série télévisée) : Mrs. Pesky (unknown episodes)